# مقام اللامي
مقام اللامي إحدى المقامات الشرقية الفرعية وهو فرع من ِمقام الكرد، يرتكز على درجة ال (مي) أو (بوسليك), يتركب سلمه من عقد كردي على البوسلك «مي طبيعية» ثم عقد كردي على الحسيني «لا» حسب السلم الموالي، وهو في الاصل نغم ينسب إلى قبيلة بني لام البدوية في العراق وكان يستعمله الحداة في رعي الإبل، كما يقول آخرون أن الأستاذ محمد القبانجي أول من ارتجل المقام العراقي عليه.

## طابعه
يتخد المقام اللامي شكلا من أشكال الحزن وهو ذو طبيعة رومانسية حزينة.

## الاطوار
يتكون مقام اللامي من ثلاث اطوار هم:
- طور الدشت ويستخدم في الشعر الفصيح والشعبي.
- طور الملائي ويستخدم في مجالس العزاء.
- طور الهادئ وهو طور بدرجة صوتيه عالية.

## النوتات
مي فا صول لا سي بيمول دو ري مي

## أمثلة على مقام اللامي
- موال أقول وقد ناحت بقربي حمامة ناظم الغزالي
- أشقر بشامة - الهام المدفعي
- انا يا طير - فؤاد سالم
- ما اقدر أقولك - فهد النجار (وهو مطرب فلسطيني)، وغنت الأغنية سميرة توفيق وفرقة ميراج